# Cunonia balansae
Cunonia balansae är en tvåhjärtbladig växtart som beskrevs av Brongn. & Gris. Cunonia balansae ingår i släktet Cunonia och familjen Cunoniaceae. Inga underarter finns listade i Catalogue of Life.